# Paisleymuster

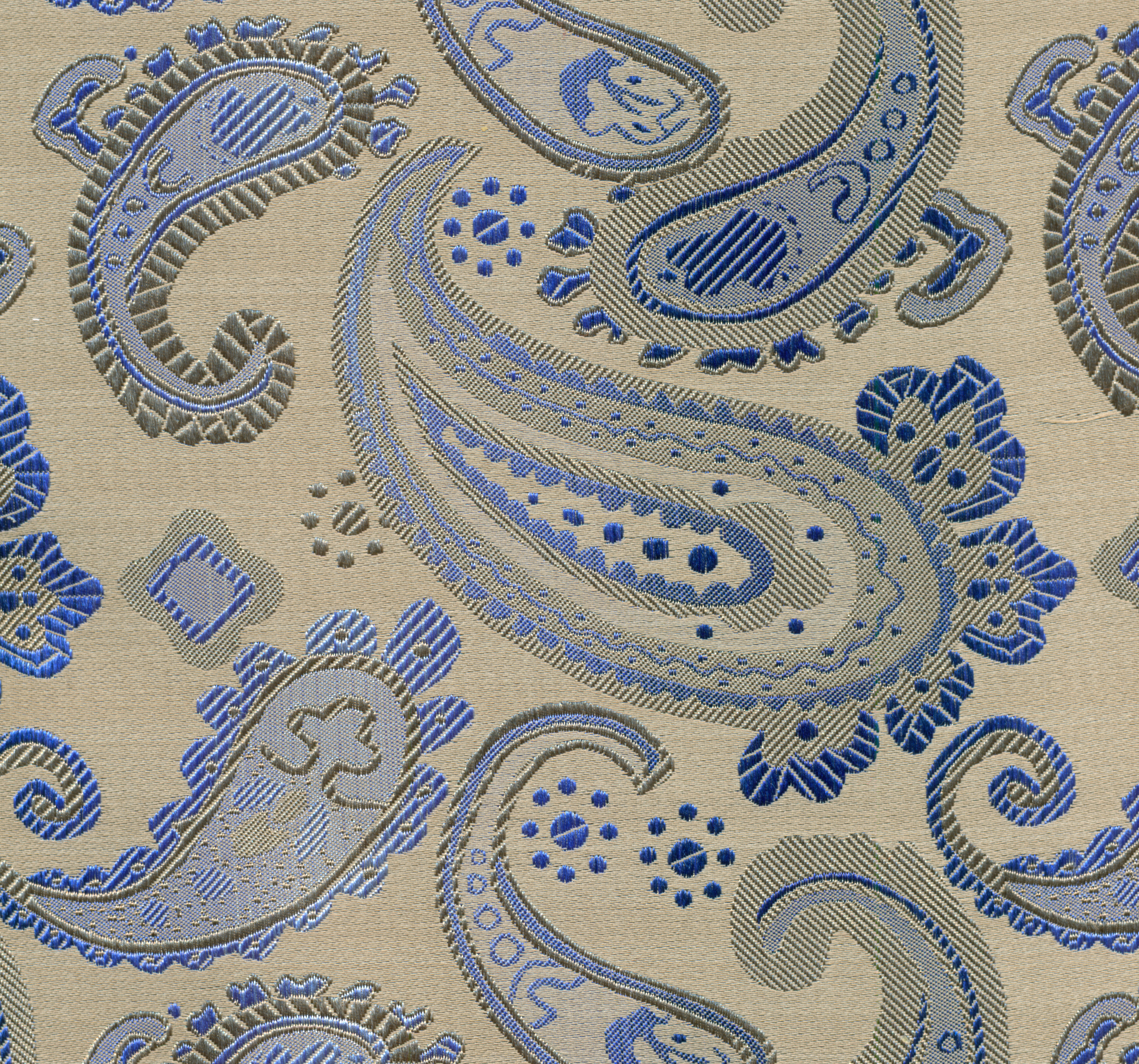
Einstecktuch aus Seide mit gewebtem Paisley-Muster

Paisley oder Paisleymuster ist ein abstraktes dekoratives Stoffmuster, das auf dem persischen Boteh-Muster (persisch بته و فرش) beruht. In seiner Grundform zeigt es ein Blatt mit einem spitz zulaufenden gebogenen Ende in der Art eines großen Kommas und erinnert an das Fischblasen-Ornament der Gotik. Der Ursprung lag bei den Chaldäern, die mit dem Motiv vermutlich den Spross der für sie lebenswichtigen Dattelpalme abbildeten.

## Herkunft

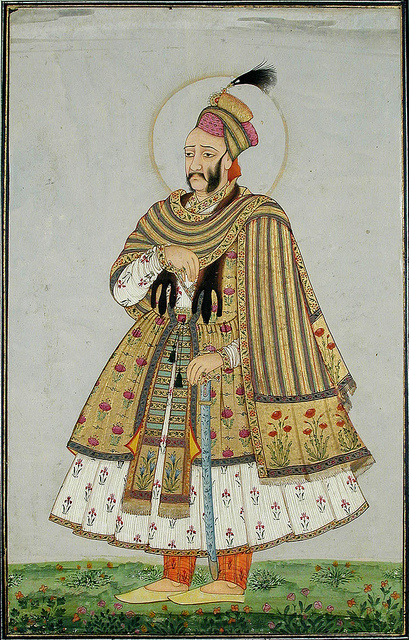
Frühe Form eines Kaschmir-Schals auf einem Bildnis des Abdullah Qutb Shah (gest. 1672)

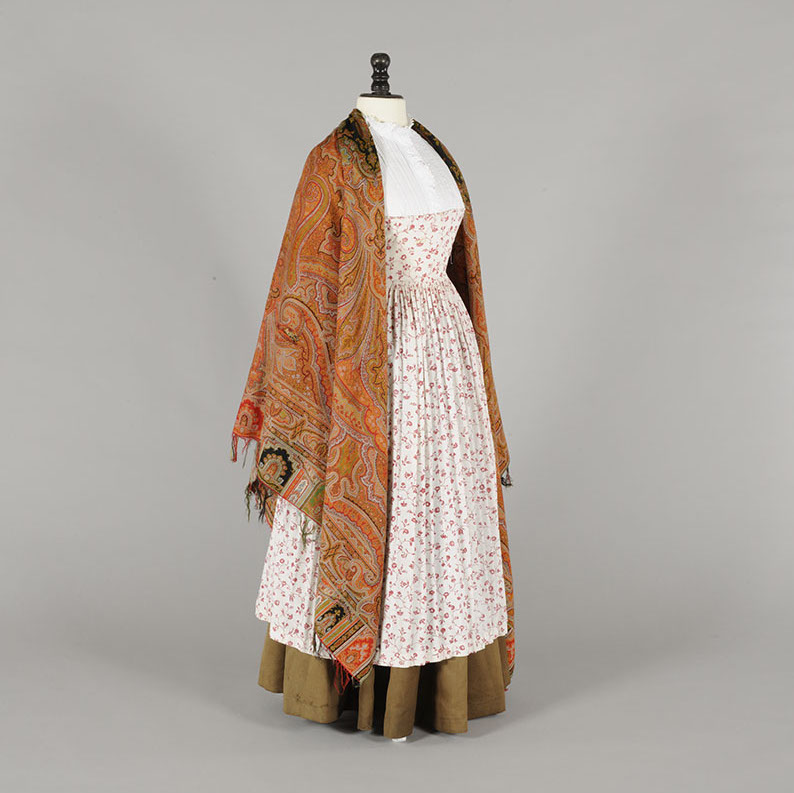
Typische Damenbekleidung des mittleren 19. Jahrhunderts: Kleid und plaid-Überwurf – hier mit Paisleymuster

Der Name stammt von der schottischen Stadt Paisley in der Region Strathclyde in der Nähe von Glasgow, das im 19. Jahrhundert ein bedeutendes Textilverarbeitungszentrum war. Das florale Motiv (Boteh-Muster) hatte sich im persischen Sassanidenreich verbreitet und war über die Moguln nach Indien gelangt. Britische Soldaten brachten bei der Rückkehr aus Indien Kaschmir-Schals mit dem später für Paisley-Produkte charakteristischen Motiv nach Großbritannien. Seit dem 15. Jahrhundert wurden in Kaschmir Schals in der arbeitsaufwändigen Köper-Bildwirkereitechnik gefertigt. Die Herstellung eines derartigen Schals dauerte zwei bis drei Jahre – entsprechend kostbar waren die Stücke. War er in Indien Bekleidungsgegenstand von Männern, fanden in Europa vorwiegend Frauen Gefallen an dem Stoff.
In Edinburgh und Norwich begann man um 1780 mit der Herstellung von Imitationen. Die Produktion erreichte um 1800 einen ersten Höhepunkt, als die Mode sich an griechischen und römischen Gewändern orientierte, die Schals gut hierzu passten und Farbtupfer setzten. Gleichzeitig brauchte die Stadt Paisley einen Ersatz für die niedergehende Seidenverarbeitung. Sie lenkte die ganze Geschäftstüchtigkeit auf die Schal-Produktion und machte derart ihren Namen bald zum Synonym für das Tuch. Da sich die wenigsten das aus kostbaren Materialien hergestellte Original leisten konnten, produzierten die schottischen Weber Paisley-Schals wesentlich billiger auf Jacquard-Webstühlen aus heimischer Wolle. 1814 tauchte in Paisley auf Schals erstmals das von den Webern pine genannte Muster auf, in den 1840ern kam das Krinolinen-Kleid in Mode und mit ihm ein rechteckiger (etwa 3 × 1,5 Meter) Schal, genannt plaid – mit dem eine Frau in jener Zeit typischerweise nach draußen ging.

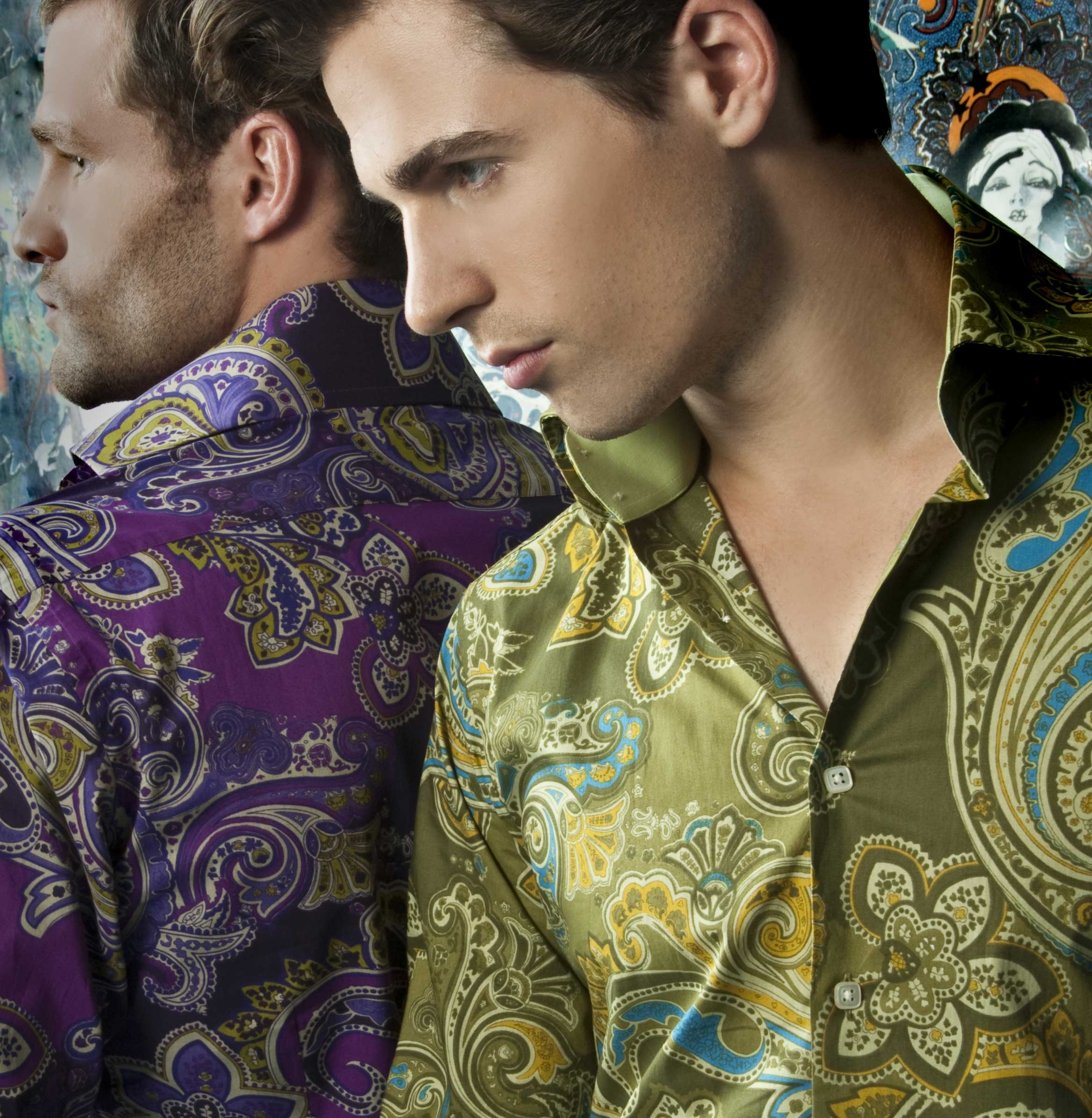
Paisleyhemden von Hawes & Curtis

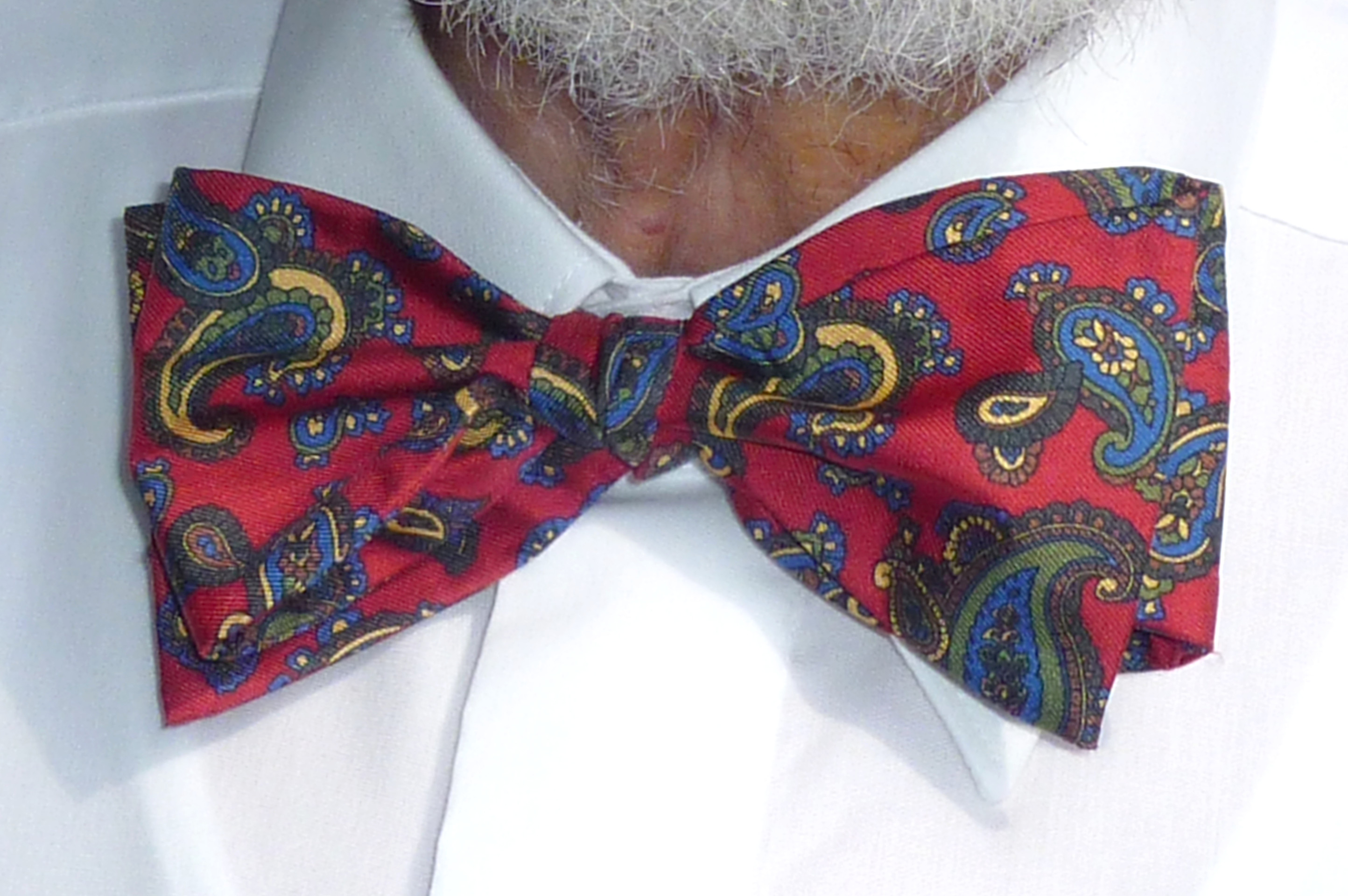
Querbinder aus Seide mit Paisleymuster

Gut lief das Geschäft 1834, für geschätzt eine Million Pfund wurden Schals in der Stadt produziert. Überproduktion und ein Einbruch des Absatzes sorgten 1842 für die Zahlungsunfähigkeit der Stadt Paisley, man hungerte und Königin Victoria kaufte als Ausdruck ihrer Solidarität 17 Schals. Die bustles (Tournüre) waren um 1870 der Anfang vom Ende, denn zu ihnen passten eher Capes oder Jacken, aber kein plaid. 1942 verschwanden die letzten Reste der einstmals so berühmten Webereien in Paisley.
Traditionell ist das Muster in verschiedenen Rot-Tönen ausgeführt. Inzwischen kommen Paisleys in allen möglichen Farben vor. Sie sind nach wie vor beliebt und werden bei Krawatten, Schals, Outdoor-Pyjamas, Sofakissen, Polsterstoffen und anderen Heimtextilien verwendet. Heute wird das Muster nicht mehr eingewirkt, sondern vorwiegend gewebt oder gedruckt. Eine Renaissance erlebte das Motiv im Rahmen der Hippiebewegung, in den 1980ern im Paisley Underground wurde es erneut aufgegriffen. In jüngerer Zeit finden sich Paisleys in den Kollektionen von Burberry, D&G, Gucci und Etro.
Weltweite Verbreitung in der modernen Popkultur fand das Muster durch seine Verwendung auf Bandanas, Tücher die als beliebtes Modeaccessoire der Hip-Hop-Subkultur benutzt wurden, die wiederum von amerikanischen Straßen- und Rockergangs übernommen wurden. Mehrere hundert Muster auf Decken und Tüchern sowie traditionelle Webstühle sind im Paisley Museum & Art Gallery in der Highstreet in Paisley ausgestellt.